# Mohamed Awad Alla
Mohamed Awad Alla Hassan Ibrahim (arab. ‏محمد عوض الله حسن ابراهيم‎, ur. 16 lipca 2002 w Adżmanie) – sudański piłkarz występujący na pozycji pomocnika w polskim klubie Lechia Gdańsk.

## Kariera klubowa
Awad Alla urodził się i wychował w Zjednoczonych Emiratach Arabskich. Grę w piłkę nożną rozpoczął w Abdullah Saqr Academy. Następnie trenował w szkółkach Ajman Club, Al-Jazira Club oraz Al-Ain FC, gdzie trafił w wieku 18 lat.
9 października 2020 Awad Alla zaliczył pierwszy występ na poziomie seniorskim w spotkaniu przeciwko Khor Fakkan Club w Pucharze Ligi (2:4). W grudniu 2020 roku podpisał z Al-Ain FC zawodowy kontrakt. 10 grudnia 2020 zadebiutował w UAE Pro League w meczu z Ajman Club, zakończonym bezbramkowym remisem. Wkrótce po tym powrócił do gry w  zespole U-21. W sezonie 2023/24 występował na wypożyczeniu w Khor Fakkan Club, gdzie zaliczył 23 ligowe spotkania i zdobył 3 bramki. W maju 2025 roku przedłużył swój kontrakt z Al-Ain FC o kolejne 3 lata. Miesiąc później znalazł się w składzie na Klubowe Mistrzostwa Świata 2025, jednak nie rozegrał na tym turnieju żadnego meczu.
7 lipca 2025 Awad Alla został wypożyczony na rok do Lechii Gdańsk prowadzonej przez Johna Carvera.

## Kariera reprezentacyjna
W 2023 roku odrzucił powołanie do reprezentacji Sudanu na mecze kwalifikacji Mistrzostw Świata 2026. Tłumaczył to tym, że wedle przepisów UAE Pro League byłby wówczas uważany za zawodnika zagranicznego, co przeszkodziłoby mu w rozwoju kariery.

## Życie prywatne
Jest synem imigrantów z Sudanu. W marcu 2025 roku uzyskał obywatelstwo emirackie.

## Statystyki kariery
Klubowe
Aktualne na dzień 7 lipca 2025
| Klub                    | Sezon             | Liga              | Liga  | Liga | Puchar kraju | Puchar kraju | Puchar ligi | Puchar ligi | Kontynentalne | Kontynentalne | Inne  | Inne | Razem | Razem |
| Klub                    | Sezon             | Liga              | Mecze | Gole | Mecze        | Gole         | Mecze       | Gole        | Mecze         | Gole          | Mecze | Gole | Mecze | Gole  |
| ----------------------- | ----------------- | ----------------- | ----- | ---- | ------------ | ------------ | ----------- | ----------- | ------------- | ------------- | ----- | ---- | ----- | ----- |
| Al-Ain FC               | 2020/2021         | UAE Pro League    | 1     | 0    | 0            | 0            | 1           | 0           | —             | —             | —     | —    | 2     | 0     |
| Al-Ain FC               | 2024/2025         | UAE Pro League    | 13    | 5    | 2            | 0            | 2           | 1           | 3             | 0             | 0     | 0    | 20    | 6     |
| Al-Ain FC               | Ogółem            | Ogółem            | 14    | 5    | 2            | 0            | 3           | 1           | 3             | 0             | 0     | 0    | 22    | 6     |
| Khor Fakkan Club (wyp.) | 2023/2024         | UAE Pro League    | 23    | 3    | 1            | 0            | 2           | 0           | —             | —             | —     | —    | 26    | 3     |
| Lechia Gdańsk (wyp.)    | 2025/2026         | Ekstraklasa       | 0     | 0    | 0            | 0            | —           | —           | —             | —             | —     | —    | 0     | 0     |
| Ogółem w karierze       | Ogółem w karierze | Ogółem w karierze | 37    | 8    | 3            | 0            | 5           | 1           | 3             | 0             | 0     | 0    | 48    | 9     |

## Sukcesy
Al-Ain FC U-23
- mistrzostwo Zjednoczonych Emiratów Arabskich: 2024/25[4]